# Unteroffiziersschule (NVA)
Unteroffiziersschulen der Nationalen Volksarmee (NVA) der DDR waren militärische Lehreinrichtungen zur Ausbildung von Mannschaftsdienstgraden für den Dienst als Unteroffizier. Die äquivalente Ausbildung für die Volksmarine erfolgte an der Flottenschule.

## Gründung und Entwicklung
Als Unteroffiziersschulen bezeichnete Lehreinrichtungen der NVA entstanden seit 1969 im Rahmen der durchgängigen Neugestaltung der Aus- und Weiterbildung der Unteroffiziere entsprechend den besonderen Anforderungen im Osten des geteilten Deutschlands. Mit ihnen wurden die bisherigen Ausbildungsformen der Unteroffiziere, die seit der Gründung der NVA geschaffen worden waren, zentralisiert. Neben den Unteroffiziersschulen der Landstreitkräfte bestanden noch die Flottenschule der Volksmarine, die Unteroffiziersschule der Luftstreitkräfte/Luftverteidigung „Harry Kuhn“ sowie die Militärtechnische Schule „Erich Habersaath“ (1969–1979 Technische Unteroffiziersschule).
In den Folgejahren kam es zu weiteren Umstrukturierungen, Zusammenlegungen und zu Namensänderungen. Zum Zeitpunkt der Auflösung der NVA im Jahre 1990 gab es folgende zentrale Unteroffiziersschulen:
- Militärtechnische Schule der Landstreitkräfte „Erich Habersaath“ in Prora
- Flottenschule „Walter Steffens“ in Parow
- Militärtechnische Schule der Luftstreitkräfte/Luftverteidigung „Harry Kuhn“ in Bad Düben

## Ausbildung
Die Unteroffiziersschulen der NVA bildeten in viereinhalb- bis zwölfmonatigen Lehrgängen in truppenbezogener Ausbildung sogenannte Unteroffiziere auf Zeit (OR-4 bis OR-5) und Berufsunteroffiziere (OR-6 bis OR-8) als untere Kommandeurskader und technische Spezialisten heran und führten Weiterbildungskurse durch. Bildungsvoraussetzung waren die mittlere Reife oder ein vergleichbarer Bildungsabschluss und eine abgeschlossene Berufsausbildung. Vermittelt wurden die erforderlichen militärischen, militärtechnischen und pädagogisch-methodischen Kenntnisse und Fertigkeiten für die späteren Verwendungen. Der obligatorische Politunterricht war ein wesentlicher Bestandteil der Ausbildung.

### Unteroffiziersausbildungseinrichtungen
Die nachstehende Aufstellung gibt eine Übersicht zu Unteroffiziersausbildungseinrichtungen, zumeist für Unteroffiziere auf Zeit (UaZ) seit 1956 bis zur Auflösung der NVA im Jahre 1990:
- Unteroffiziersschule I, Landstreitkräfte der NVA „Rudolf Egelhofer“ in Weißkeißel, Gemeindeteil Haide
  - 1969 aus dem Unteroffiziersausbildungsregiment 3 hervorgegangen
  - ab 1986 Ausbildungszentrum 6[1]
- Unteroffiziersschule II „Kurt Bennewitz“
  - 1969 aus dem Unteroffiziersausbildungsregiment 7 hervorgegangen
  - vor 1980 an den Standorten Eilenburg, Frankenberg/Sachsen und Züllsdorf, danach in Delitzsch
  - 1986 Ausbildungszentrum 17[1]
- Unteroffiziersschule III „Max Matern“ in Eggesin-Karpin
  - gegründet 1974
  - ab 1986 Ausbildungszentrum 20[1]
- Unteroffiziersschule IV „Paul Fröhlich“
  - 1972 aus dem Reservistenausbildungsregiment 5 hervorgegangen
  - 1984 an den Standorten Zwickau und Schneeberg (Erzgebirge)
  - danach zusammengelegt in Schneeberg; ab 1986 Ausbildungszentrum 10[1]
- Unteroffiziersschule VI der Grenztruppen „Egon Schulz“ in Perleberg
  - vormals Unteroffiziersschule VII von Mai 1971 bis April 1973 in Potsdam danach in Glöwen
- Unteroffiziersschule an der Offiziersschule Kamenz,
  - ab 1973 Unteroffiziersschule VIII in Bad Düben,
  - ab 1984 Militärtechnische Schule der Luftstreitkräfte/Luftverteidigung „Harry Kuhn“ in Bad Düben (auch Laufbahnausbildung Fähnrich (NVA))
- Unteroffiziersschule für Luftverteidigung in Zingst (Fla-Raketen-Ausbildungs-Zentrum 40)
- Militärtechnische Schule „Erich Habersaath“ in Prora, Rügen (auch Laufbahnausbildung Fähnrich (NVA))
- Nachrichtenausbildungszentrum 12 (NAZ-12)
  - ab 1984 Militärtechnische Schule der Nachrichtentruppen (MtS-N) „Herbert Jensch“ in Frankfurt (Oder) (Unteroffiziere auf Zeit und Berufsunteroffiziere sowie Fähnriche (NVA)) (hauptsächlich für den SAS und Chiffrierdienst der NVA)
- Flottenschule „Walter Steffens“ der Volksmarine in Stralsund, Parow (seemännisch/technische Ausbildung)
- Schiffstammabteilung-18 „Paul Blechschmidt“ (SSTA-18), Stralsund-Dänholm (Lehreinrichtung für den Rückwärtigen Dienst der VM, Kfz-Gruppenführer, Wachgruppenführer, Sanitäts – und Taucherausbildung, Militärkraftfahrerausbildung)
- Fähnrich- und Grenzaufklärerschule der Grenztruppen, Nordhausen (Bez. Erfurt), ab Dezember 1985 Eingliederung in die Offiziershochschule der Grenztruppen der DDR „Rosa Luxemburg“

## Dienstgradabzeichen
Die Teilnehmer an einem Unteroffizierslehrgang trugen den Dienstgrad Unteroffiziersschüler (Uffz.-Schüler, oder US) in Anlehnung an die Dienstgradbezeichnung für Offiziersschüler an den Offiziershochschulen der DDR.
Unteroffiziersschüler trugen spezielle Rangabzeichen und das Ärmelzeichen für Soldaten auf Zeit auf dem rechten Unterärmel von Uniformjacke und Mantel (Volksmarine linker Oberärmel).
Neben den speziellen Rangabzeichen in Form von Schulterklappen trugen Soldaten auf Zeit (SaZ) oder Unteroffiziere auf Zeit (UaZ) sowie längerdienende Unteroffiziere oder Berufsunteroffiziere (BU) der NVA allgemeine Dienstgradabzeichen. Hierbei handelte es sich um Unteroffizierslitzen am Kragen der Uniformjacke und Unteroffizierswinkel am Unterärmel von Jacke und Mantel. Für Soldaten der Landstreitkräfte und Luftstreitkräfte/Luftverteidigung waren die Winkel aluminium-/silberfarben gehalten, und für Soldaten der Volksmarine bestanden selbige aus goldfarbener Unteroffizierslitze.
| Unteroffizierswinkel, Uniformjacke und Mantel |                                     |
|                                               |                                     |
| Berufsunteroffizier (mindestens 10 Jahre)     | - SaZ/UaZ (3 Jahre) - Uffz.-Schüler |

Der Doppelwinkel für Berufsunteroffiziere wurde 1984 ersatzlos abgeschafft.